# Liane Haid
Liane Haid, właśc. Juliane Haid (ur. 16 sierpnia 1895 w Wiedniu, zm. 28 listopada 2000 w Bernie) – austriacka aktorka teatralna i filmowa, piosenkarka, często bywa nazywana pierwszą austriacką gwiazdą filmową. Popularna aktorka w latach 20. i 30., zagrała w około 100 filmach.

## Życiorys
Juliane Haid pochodziła z bawarskiej rodziny szlacheckiej. Jej siostra Grit Haid również została aktorką filmową. Karierę sceniczną Liane rozpoczęła jako tancerka baletowa, cieszyła się również wszechstronnym wykształceniem wokalnym. W 1915 roku zadebiutowała w filmie Mit Herz und Hand fürs Vaterland w reżyserii Jacoba Flecka i Louise Fleck, w którym zagrała u boku Huberta Marischki (1882–1959). W 1921 roku reżyser Richard Oswald dowiedział się o niej i zaproponował jej tytułową rolę w niemym filmie Lady Hamilton. Po ważnej roli Lukrecji Borgii w Bride of Vengeance (1923) – kolejnym niemym filmie – otrzymała zaproszenie do Hollywood, ale odrzuciła je. Małżeństwo z baronem Friedrichem Haymerle, synem byłego premiera Austrii Heinricha Karla von Haymerle, sprawiło, że kariera zeszła na drugi plan. Ważnym filmem był dla niej Die Czardasfürstin (1927) oparty na operetce Imre Kálmána.
Pracowała dla niemieckiej wytwórni filmowej UFA GmbH, gdzie jako piosenkarka nie miała problemu z przejściem do nowej ery filmów dźwiękowych. Jej pierwszym filmem dźwiękowym był Der unsterbliche Lump (1930), w którym zagrała z Gustavem Fröhlichem. W kolejnych produkcjach jej partnerami byli m.in. Hans Albers, Willi Forst, Luigi Bernauer, Bruno Kastner, Georg Alexander, Theo Lingen i Heinz Rühmann. W 1930 roku zagrała w filmie Das Lied ist aus, gdzie zaśpiewała piosenkę Adieu mein kleiner Gardeoffizier, która stała się bardzo popularna. Jednym z jej najbardziej znanych filmów był Ungeküßt soll man nicht schlafen gehn (1936).
W 1937 rozwiodła się po raz drugi, tym razem z berlińskim prawnikiem i aktorem Hansem Sombornem. W tym samym roku poślubiła szwajcarskiego lekarza dr Carla Spychera, któremu towarzyszyła przez wiele lat w jego podróżach badawczych po tropikach. W 1942 roku zamieszkała na stałe w Szwajcarii. Po nakręceniu Die fünf Karnickel w 1953 oficjalnie zakończyła swoją karierę. W 1969 roku otrzymała niemiecką nagrodę Filmband in Gold za zasługi dla kultury i kinematografii niemieckiej.

## Role
- 1915: Mit Herz und Hand fürs Vaterland
- 1916: Mit Gott für Kaiser und Reich
- 1916: Auf der Höhe
- 1916: Der Landstreicher
- 1916: Die Tragödie auf Schloß Rottersheim
- 1916: Lebenswogen
- 1917: Mir kommt keiner aus
- 1917: Der Verschwender
- 1917: Der Doppelselbstmord
- 1917: Der König amüsiert sich
- 1917: Der Schandfleck
- 1918: So fallen die Lose des Lebens
- 1919: Die Ahnfrau
- 1921: Das Geld auf der Straße
- 1921: Der Roman eines Dienstmädchens
- 1921: Lady Hamilton
- 1922: Lucrezia Borgia
- 1923: Schlagende Wetter
- 1926: Die Brüder Schellenberg
- 1926: Im weißen Rößl
- 1926: Als ich wiederkam
- 1926: Der Sohn des Hannibal
- 1927: Der goldene Abgrund
- 1927: Der letzte Walzer
- 1927: Die weiße Sklavin
- 1928: Marquis d’Eon, der Spion der Pompadour
- 1930: Der unsterbliche Lump
- 1930: Das Lied ist aus
- 1931: Die Männer um Luci
- 1931: Meine Cousine aus Warschau
- 1932: Ich will nicht wissen, wer du bist
- 1932: Der Prinz von Arkadien
- 1932: Der Diamant des Zaren
- 1933: Madame wünscht keine Kinder
- 1933: Eine Frau wie du
- 1933: Der Stern von Valencia
- 1933: Sag mir wer du bist
- 1933: Polizeiakte 909 (Taifun)
- 1933: Keine Angst vor Liebe
- 1934: Besuch am Abend
- 1935: Tanzmusik
- 1936: Ungeküsst soll man nicht schlafen geh’n
- 1936: Whom the Gods Love
- 1937: Peter im Schnee
- 1940: Die unvollkommene Liebe
- 1953: Im Krug zum grünen Kranze